# Iwan (chanteur)
Pour les articles homonymes, voir Iwan.
 (mars 2013).
Mohammed Marwan Ba'aseery (en arabe : محمد مروان بعاصيري), de son nom d'artiste Iwan (en arabe : إيوان), est un chanteur libanais né le 16 août 1980. En 2003, Iwan s'est lancé dans la chanson en solo, rencontrant un large succès au Moyen-Orient et présentant Iwan au public arabe comme un chanteur talentueux. Il a publié trois albums : le premier Alby Sahran (2004), Erga' Leya (2007) et Ya 100 Nawart (2017).

## Albums
- Albi sahran (2004)
- Erga'lyea (2007)
- Ya 100 Nawart (2017)

## Films
- Haflet zefaf (2009)